# Парамитийская, Фильятеская, Гиромерийская и Паргаская митрополия
Парамитийская, Фильятеская, Гиромерийская и Паргаская митрополия (греч. Ιερά Μητρόπολις Παραμυθίας, Φιλιατών, Γηρομερίου και Πάργας) — одна из епархий так называемых «Новых земель», находящаяся одновременно в административном управлении Элладской православной церкви, а в духовном — в ведении Константинопольского патриархата. Епархиальный центр расположен в городе Парамитья в Греции.

## История
Парамитийская епархия существовала с XV века как преемница Бутринтийской епархии. 27 мая 1895 года указом патриарха Константинопольского Анфима VII, который ранее был епископом Парамитийским (1869—1877), епархия, принадлежавшая до этого Янинской митрополии, была возведена в ранг самостоятельной митрополии.

## Управляющие
Парамитийские епископы
- Агапий (Хадзииоанну) (1826 — †31 марта 1849)
- Дионисий Парамитийский (27 мая 1849 — 14 июня 1869)
- Анфим (Цацос) (13 июля 1869 — 11 октября 1877)
- Григорий (Дракопулос)[вд] (25 октября 1877 — 12 января 1885)
- Иоанн (Хадзиапостолу)[вд] (30 января 1885 — 12 августа 1893)
- Леонтий (Елевфериадис)[вд] (12 августа 1893 — 27 мая 1895)

Парамитийские митрополиты
- Леонтий (Елевфериадис)[вд] (27 мая 1895 — 13 февраля 1896)
- Константин (Микрулис)[вд] (18 февраля 1896 — 27 сентября 1897)
- Василий (Папахристу)[вд] (27 сентября 1897 — 12 февраля 1900)
- Каллиник (Палеокрасас)[вд] (12 февраля 1900 — 30 сентября 1906)
- Иерофей (Антулидис)[вд] (8 октября 1906 — 30 мая 1909)
- Неофит (Кодзаманидис)[вд] (30 мая 1909 — 9 октября 1924)
- Иоаким (Мартинианос) (9 октября 1924 — 3 сентября 1925)
- Афинагор (Елевфериу) (20 сентября 1925—1929)

Парамитийские, Фильятеские, Гиромерийские и Паргаские митрополиты
- Афинагор (Елевфериу) (1929 — 6 сентября 1932)
- Георгий (Мисаилидис) (6 сентября 1932 — 24 февраля 1942)
- Кирилл (Карбалиотис) (1 марта 1942 — 15 апреля 1943)
- Дорофей (Наскарис) (17 апрель 1943 — 28 марта 1952)
- Дорофей (Василас) (5 октября 1952 — 10 декабря 1957)
- Тит (Матфеакис) (15 декабря 1957 — 12 декабря 1968)
- Павел (Карвелис) (18 декабря 1968 — 13 июля 1974)
- Тит (Папанакос) (17 июля 1974 — 25 августа 2023)
- Серапион (Михалакис) (с 21 октября 2023)